# 科瓦利馬區
科瓦利馬区是東帝汶的一個区，位於帝汶島南部。西北為印尼的西帝汶相連，南臨帝汶海。面積1,226平方公里，人口60,063人。首府蘇艾。
下分七次區。